# Brama Wysoka w Darłowie
Brama Wysoka w Darłowie (niem. Hohes Tor in Rügenwalde) – zabytkowa brama miejska, zbudowana w XIV wieku. 25 maja 1955 roku wraz z pozostałością murów obronnych została wpisana do rejestru zabytków.
Nazywana jest także Bramą Kamienną (niem. Steintor) lub Bramą Murowaną. Stanowi część nieistniejących już murów miejskich, po których pozostałością jest nazwa i półokrągły kształt ulicy Wałowej. Jest jedyną zachowaną spośród czterech bram miejskich Darłowa. Znajduje się ok. 120 metrów na północ od głównego rynku miasta – Placu Tadeusza Kościuszki. Prowadzi do niej dzisiejsza ulica Powstańców Warszawskich. Pełniła funkcję obronną, reprezentacyjną i obserwacyjną.
Brama zbudowana jest na planie kwadratu. Posiada cztery kondygnacje. Większość cegieł ułożono w wątku wendyjskim. W górnej części zastosowano młodszy chronologicznie układ gotycki. Posiada prześwit wieńczony ostrołukiem. Budynek zdobią wysokie blendy i małe, ostrołukowe okna. Wieńczy go czterospadowy dach namiotowy. W jego wnętrzu zachowały się otwory strzelnicze. Od strony północnej bramę wzmacniają skarpy. Brama była wielokrotnie przebudowywana. Jej obecny kształt został nadany remontem z 1732 roku, o czym świadczą układające się w tę datę żelazne pręty na elewacji.
Obiekt stanowi własność prywatną.

## Galeria

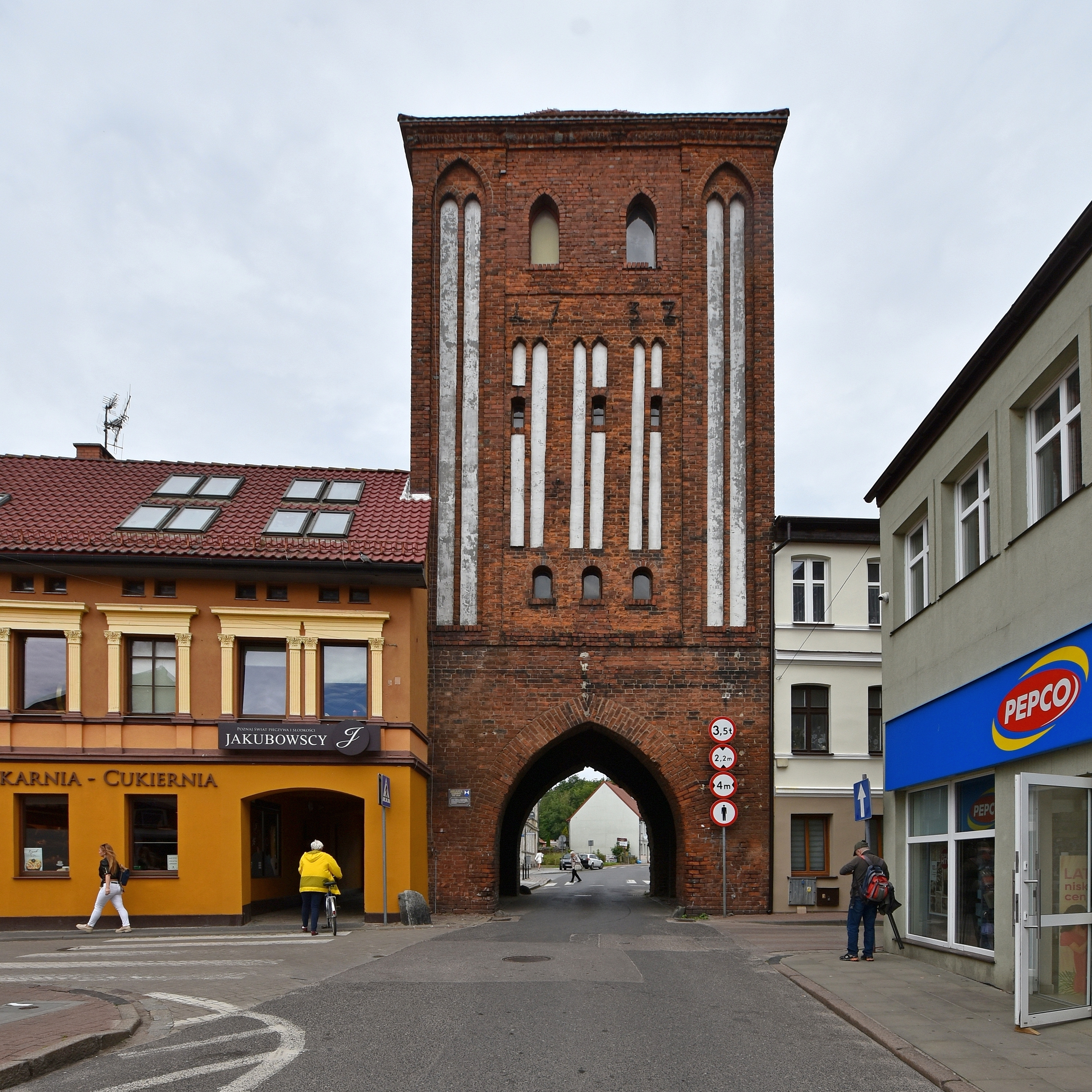
Widok na bramę od strony ul. Powstańców Warszawskich
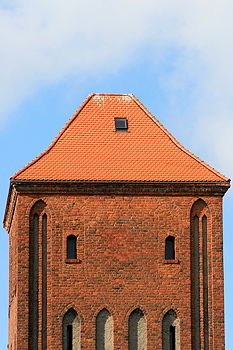
Zwieńczenie bramy
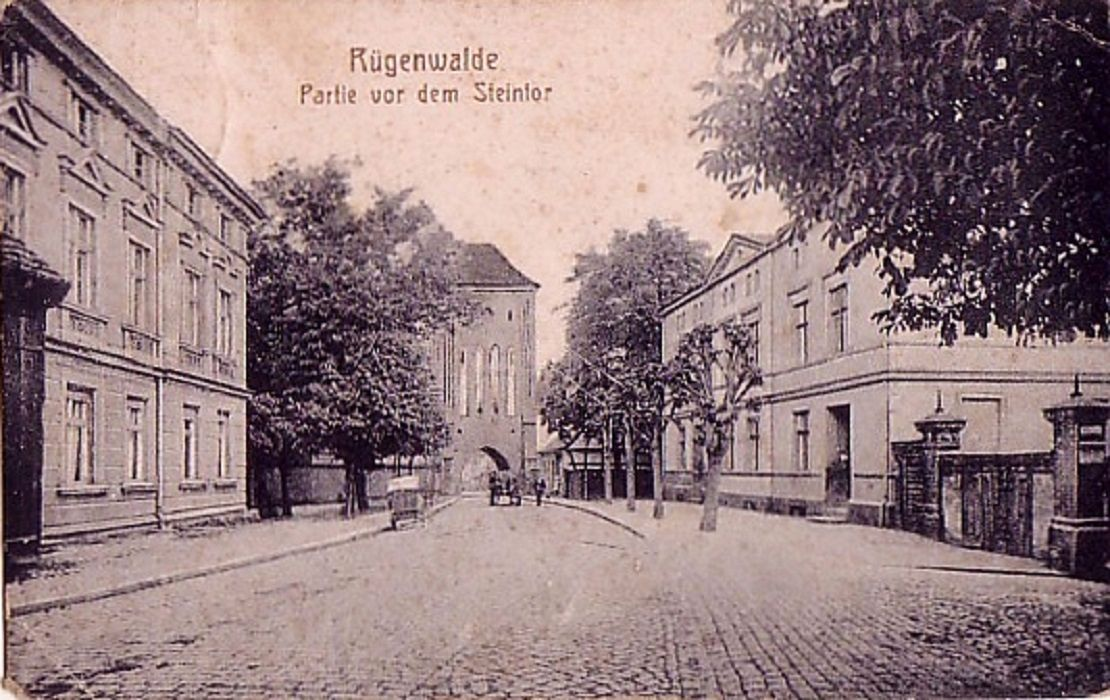
Brama na początku XX wieku, widok od strony ul. o. Tynieckiego
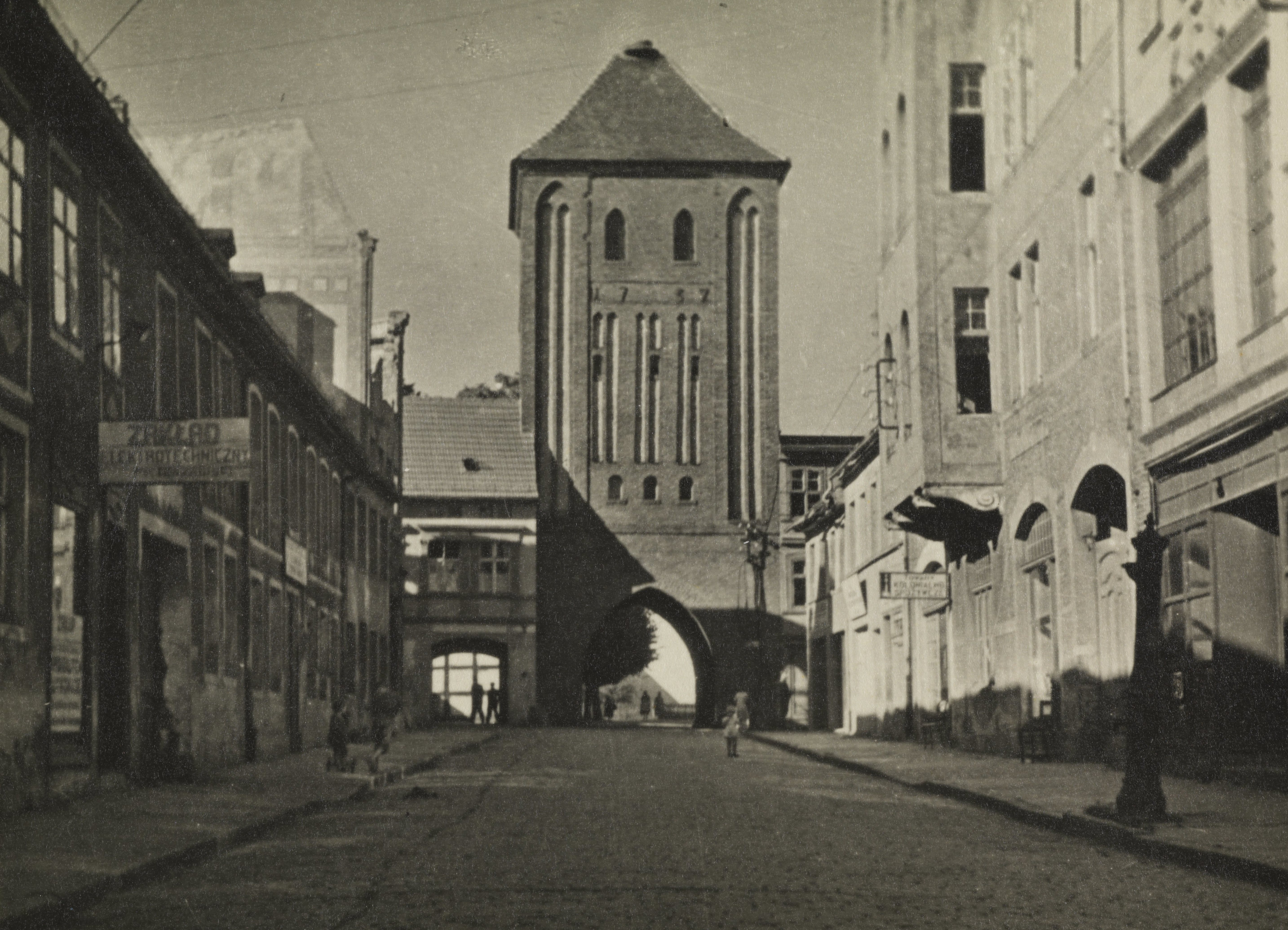
Widok bramy w 1949